# ゼンヴォ・ST1
ゼンヴォ・ST1（Zenvo ST1 ）は、デンマークの自動車メーカーであるゼンヴォ・オートモーティブが製造・販売していたスーパーカーである。

## 解説
2013年11月に行われたドバイ・モーターショーで量産モデルが初公開され、ヨーロッパでは翌2014年3月のジュネーヴ・モーターショーが初公開となった。イギリスでの価格は66万ポンド（日本円で約1億1,500万円）と公表された。約830,000ユーロの価格で販売する。
0 - 100 km/hの加速時間は3秒で、グンペルト・アポロやケーニグセグ・アゲーラRなどと同程度の数値となっている。最高速度はリミッター作動時でも375 km/hであり、世界でもトップレベルの数値を誇っている。

2016年に、15台全ての生産を終了した。

## メカニズム
6,800ccのV型8気筒DOHC ツインチャージャーエンジンを搭載し、スペックは最高出力が1,101 ps / 6,900 rpm、最大トルクが145.8 kgf·m / 4,500 rpmである。組み合わせられるトランスミッションは7速のノンシンクロトランスミッションのみである。
ブレーキは直径360 mmのカーボンセラミック製のベンチレーテッドディスクブレーキが装着され、キャリパーは6ピストンである。
ホイールはセンターロックの鍛造アルミホイールが装備され、タイヤサイズはフロントが275/35ZR19、リアが345/30ZR20である。